# Волков, Владимир Васильевич (легкоатлет)
Владимир Васильевич Волков (7 марта 1921, Москва — 1986) — советский легкоатлет (десятиборье, прыжок в длину), чемпион и призёр чемпионатов СССР, Заслуженный мастер спорта СССР (1951), Заслуженный тренер СССР. Участник летних Олимпийских игр 1952 года в Хельсинки.

## Биография
На чемпионатах страны завоевал 11 наград, из них четыре золотые. Дважды становился рекордсменом страны.
Будучи ещё действующим спортсменом начал тренировать Василия Кузнецова, у которого на тот момент не было тренера. Вскоре Кузнецов победил своего тренера, а впоследствии дважды становился бронзовым призёром Олимпийских игр.
Был тренером сборной СССР на Олимпийских играх 1956 года в Мельбурне и 1960 года в Риме.

## Спортивные результаты
- Чемпионат СССР по лёгкой атлетике 1947 года:
  - Десятиборье —  (7159 очков);
- Чемпионат СССР по лёгкой атлетике 1948 года:
  - Прыжок в длину —  (7,13 м);
  - Десятиборье —  (6402 очка);
- Чемпионат СССР по лёгкой атлетике 1949 года:
  - Десятиборье —  (7173 очка);
- Чемпионат СССР по лёгкой атлетике 1951 года:
  - Десятиборье —  (6750 очков);
- Чемпионат СССР по лёгкой атлетике 1952 года:
  - Прыжок в длину —  (7,46 м);
  - Десятиборье —  (7255 очка);
- Чемпионат СССР по лёгкой атлетике 1953 года:
  - Десятиборье —  (6495 очка);
- Чемпионат СССР по лёгкой атлетике 1954 года:
  - Прыжок в длину —  (7,42 м);
  - Десятиборье —  (7542 очка);

На летних Олимпийских играх 1952 года в Хельсинки занял 4 место.

## Известные воспитанники
- Кузнецов, Василий Дмитриевич (1932—2001) — советский десятиборец, рекордсмен мира, призёр Олимпийских игр, заслуженный мастер спорта СССР (1955).
- Талышева, Татьяна Андреевна (1937) — призёр Олимпийских игр, мастер спорта международного класса.

## Награды
- Орден «Знак Почёта» (27.04.1957) — «за успехи, достигнутые в деле развития массового физкультурного движения в стране, повышения мастерства советских спортсменов, и успешное выступление на международных соревнованиях»